# Xã Willow Springs, Quận Howell, Missouri
Xã Willow Springs (tiếng Anh: Willow Springs Township) là một xã thuộc quận Howell, tiểu bang Missouri, Hoa Kỳ. Năm 2010, dân số của xã này là 5.000 người.